# Whitehorn Mountain (Alberta)
Mount Whitehorn is een berg in de provincie Alberta in het Canadese deel van de Rocky Mountains. De berg is 2.621 meter hoog. De naam werd gegeven door Arthur Coleman in 1908.
De berg heeft een piramidevorm, ontstaan door erosie van vier gletsjers aan alle zijden. Aan de zuidkant bevinden zich een skilift en enkele skipistes.